# シュルーズベリー
シュルーズベリー（英語:Shrewsbury ([ˈʃruːzbri] ( 音声ファイル) 又は [ˈʃroʊzbri] ( 音声ファイル))）は、イングランドウェスト・ミッドランズ地方シュロップシャーの郡庁所在地である。典礼カウンティであるシュロップシャーでは、テルフォードに次いで2番目に大きいタウンである。

## 概要
シュルーズベリーは中世以来のマーケットタウンでもあり、中心部の広場には歴史的なマーケットホールが現存している。町には15世紀から16世紀の木骨造を含め、660以上もの指定建造物が残っている。赤い砂岩の城砦シュルーズベリー城、そしてかつてのベネディクト修道院であったシュルーズベリー修道院は、シュルーズベリーのノルマン伯爵ロジャー·デ·モントゴメリーが、それぞれ1074年と1083年に設立した。
今日では、ウェールズの境界線の東14キロに横たわって、シュルーズベリーは小売高がミッドウェールズの最大の年間299億ポンド以上で、典礼カウンティの文化と商業の中心地となっている。郊外には主にシュルーズベリーの戦いを記念した戦場エンタープライズパークのような、いくつかの軽工業、流通センターがある。A5とA49幹線道路が接続し、シュルーズベリー鉄道駅には5つの鉄道路線が入って来ている。

## 文化

### イベントや会場
毎年恒例のシュルーズベリーフラワーショーは、英国で最大かつ最古の園芸イベントの一つである。125年以上前から8月中旬に二日間にわたり開催され、毎年10万人もの人々を魅了している。The Quarryに設営され、イベントは多岐にわたり、それぞれ一日の終わりに花火大会がある。町で花の展示が行われるは有名で、近年では数々の賞を受賞している。
シュルーズベリーはまた、この地域の主要な農業ショーの一つであるShropshire County Showも開催している。

### 芸術
E・M・フォースターのハワーズ・エンドなど、この町に印象を受けて作られた作品が一杯ある。

### 食べ物

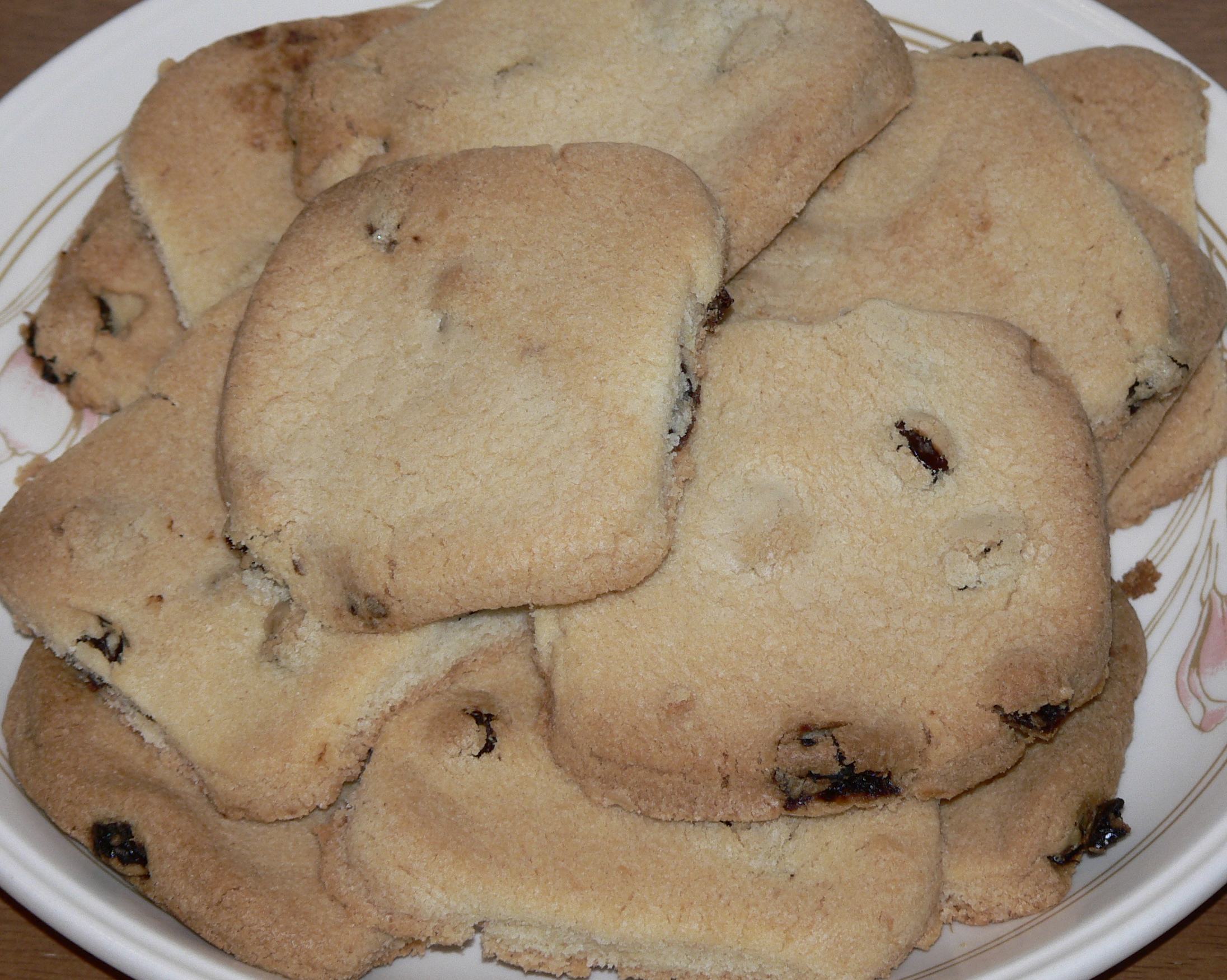
Small Shrewsbury cakes.

シュルーズベリーケーキが有名（シュルーズベリービスケットとも言われる）。シュルーズベリーケーキは果実を練り込んだりして作るサクサク砕けるお菓子。

## 出身人物
- チャールズ・ダーウィン - 生物学者
- サンディ・ライル - プロゴルファー
- ジョー・ハート - サッカー選手
- スティーヴン・フレッチャー - サッカー選手
- ダニー・ガスリー - サッカー選手
- アダム・レイナー - 俳優